# 고가네촌 (야마가타현)
고가네촌(黄金村)은 야마가타현 히가시타가와군에 설치되었던 촌이다.